# Rancho Rincon de los Bueyes
Il Rancho Rincon de los Bueyes era un Rancho della California. Una concessione terriera di 12,65 km² che si trova dove oggi sorge la Contea di Los Angeles.
Il terreno venne dato in concessione a Bernardo Higuera e Cornelio Lopez nel 1821 da Pablo Vicente de Solá (1761-1826) governatore spagnolo della Alta California.
Nel 1841 la concessione venne confermata dal governatore messicano Manuel Micheltorena (1802-1853).

## Geografia
Il Rancho, di dimensioni contenute per una concessione spagnola dell'epoca, era circondato su tutti i lati da altri cinque Ranchos. Ad est si trovavano il Rancho Las Cienegas e il Rancho La Cienega o Paso de la Tijera. Ad ovest il Rancho La Ballona. Sul bordo a nord-ovest si trovava il Rancho San Jose de Buenos Ayres ed a nord-est il Rancho Rodeo de las Aguas.
Il Rancho Rincon de los Bueyes oggi comprende i quartieri di Cheviot Hills, Rancho Park, l'estensione a nord-est di Culver City ed una piccola parte del quartiere di Baldwin Hills con il canale Ballona Creek.